# ويليام براتل
كان اللواء ويليام براتل (18 أبريل 1706 – 25 أكتوبر 1776) سياسيًا ومحام ورجل دين وطبيبًا ومالك عبيد وضابطًا عسكريًا أمريكي شغل منصب النائب العام لماساتشوستس منذ عام 1736 حتى عام 1738. اشتهر براتل لدوره خلال الثورة الأمريكية، التي تحالف خلال بدايتها مع الوطنيين قبل أن يحول ولاءه إلى الموالين، الأمر الذي أفضى في النهاية إلى انهيار ثروته.
كان براتل ابن رجل دين بارز في ماساتشوستس، وتخرج في كلية هارفارد في عام 1722 وورث في النهاية ملكيات عن كل من أبيه وعمه، الأمر الذي جعله أحد أغنى الرجال في المستعمرة. تلهى براتل بالطب والقانون قبل أن يمضي معظم مسيرته المهنية كسياسي وكضابط عسكري في ميليشيا المستعمرة، وخدم خلال الحروب الهندية والفرنسية وصعد إلى رتبة عميد بحلول العام 1760.
مع تصاعد التوترات بين بريطانيا العظمى ومستعمراتها الأمريكية، أيد براتل في البداية الوطنيين قبل انضمامه إلى الموالين بعد خلاف حول رواتب القضاة. في عام 1774، كتب براتل رسالة إلى الحاكم توماس غاج حول حالة مخزن بارود خارج بوسطن، أفضت التوترات المتصاعدة إلى أمر غاج بتهديم المخزن، الأمر الذي أثار السكان المحليين الذين أرغموا براتل على طلب حماية بريطانية.
بقي براتل في بوسطن التي كانت تحت السيطرة البريطانية خلال اندلاع الحرب الثورية الأمريكية، بما في ذلك الفترة التي كانت فيها بوسطن تحت حصار الجيش القاري في عام 1776. غادر براتل بوسطن إلى جانب الجيش البريطاني حين أخلى الجيش المدينة في شهر مارس من عام 1776، واستقر في مدينة هاليفاكس، نوفا سكوتيا، حيث توفي براتل بعد 7 أشهر عن عمر ال 70 عامًا. سمي شارع براتل في كامبريدج وبلدة براتلبورو، فيرمونت، على اسم براتل تكريمًا له.

## نشأته
ولد ويليام براتل في 18 أبريل من عام 1706، في كامبريدج، ماساتشوستس. كان والده، ويليام براتل الموقر، رجل دين أبرشاني شغل منصب أول قس للأبرشية الأولى في كامبريدج منذ عام 1696 حتى عام 1717، وكان أيضًا خريج كلية هارفارد وزميلًا في الجمعية الملكية ومالك رق. كانت والدة براتل إليزابيث هايمان براتل، توفيت في 28 من شهر يوليو من عام 1715. وكان لدى براتل شقيق أكبر، توماس، توفي شابًا.
توفي والده في عام 1717، وبدأ براتل الشاب التحاقه بكلية هارفارد في السنة التالية. خلال فترته في الجامعة، دخل براتل الكلية مترأسًا صفه، الذي كان يضم ريتشارد سالتونستال (فرد من أسرة سالتونستال العريقة) وسياسي مستعمرة رود آيلاند ومزارع بروفيدنس والتاجر ويليام إليري، غرم براتل أيضًا بسبب انتهاكه قوانين هارفارد. بعد 4 سنوات، تخرج براتل في هارفارد في عام 1722 بدرجة بكالوريوس في الآداب.
في عام 1727، في سن ال 21، ورث براتل ملكيات والده وعمه توماس، بصفته الوريث الوحيد لهما، الأمر الذي جعله أحد أثرى الرجال في كامل ماساتشوستس. في هذه الفترة من حياته، كان براتل قد «ورث ملكية ضخمة ومستثمرة بشكل جيد، وامتلك وسائل عديدة لزراعة هذه الملكيات التي كان ميالًا لها بسبب طبيعته وتعليمه». في السنة نفسها، أمر براتل ببناء منزل ضخم.

## مسيرته المهنية في ماساتشوستس
بعد تخرجه في هارفارد، أصبح براتل رجل دين لمدة قصيرة وبدأ بإلقاء الوعظ. إلا أنه بحلول عام 1725 كان براتل قد قرر أنه لم يعد يرغب بإكمال كهانته، وبدأ بممارسة الطب وتقديم العلاج خلال الفترة في كامبريدج لكل من المقيمين وطلاب الجامعة. وعمل أيضًا كمحام خاص ومع «التزامه بشكل خاص بمدرسته الأم»، أصبح براتل عضوًا في مجلس هارفارد.
في عام 1729، اختير براتل عضوًا في مجلس كامبريدج، وسيشغل هذا المنصب 21 مرة على امتداد مسيرته المهنية. وانتخب ممثلًا لمجلس جمعية خليج ماساتشوستس في عام 1736. في السنة نفسها، بدأ براتل أيضًا بالعمل كنائب عام لماساتشوستس، وواصل شغله لهذا المنصب حتى خلفه زميله المحامي جون أوفيرينغ بعد عامين.
بدأ براتل خدمته العسكرية في ميليشيا المقاطعة في عام 1729 بعد أن أصبح عضوًا في شركة المدفعية القديمة في ماساتشوستس. بعد 4 أعوام، في الوقت الذي كان يشغل فيه منصب ضابط مدفعية في الفيلق الأول في ميليشيا ميدلسكس، كتب براتل كتيب التدريب العسكري ونشره بعنوان قواعد عديدة وتعليمات تشكيل فيلق، الذي «حمله العديد من الضباط الأمريكيين أو الإنجليز في حقائبهم».
وضعته علاقات أسرته بين نخبة ماساتشوستس، وسرعان ما أصبح براتل منخرطًا في العديد من التطورات السياسية والدينية والعسكرية لتلك الفترة. خلال الأربعينيات من القرن الثامن عشر، كان براتل خصمًا للصحوة الأولى الكبرى، التي كانت انتفاضة مسيحية اكتسحت بريطانيا العظمى ومستعمراتها في أمريكا الشمالية. دخل براتل في شجار مع رجل الدين الإنجيلي جورج وايتفيلد، الذي كان من المؤيدين البارزين للانتفاضة والذي اتهم كلية هارفارد بالكفر.
في عام 1745، ووسط مخاوف من غزو فرنسي لأمريكا الشمالية البريطانية نتيجة لحرب الملك جورج، عين حاكم ماساتشوستس ويليام شيرلي (الذي كان براتل مؤيدًا مخلصًا له) براتل قائدًا للقوات الإقليمية في الحروب الهندية الفرنسية المتمركزة في قلعة الاستقلال، وفي البداية شغل براتل هناك منصب قائد العروض العسكرية. واصل براتل شغله لمنصبه في الميليشيا خلال الحرب الهندية الفرنسية، وفي عام 1760 رقي إلى رتبة عميد.

## الثورة الأمريكية والوفاة
في الستينيات من القرن الثامن عشر، برز براتل، الذي كان عضوًا في تلك الآونة في مجلس حاكم ماساتشوستس، كواحد من قادة معارضة المستعمرة للسياسة الإمبريالية البريطانية التي كان الحاكم فرانسيس بيرنار ونائب الحاكم توماس هتشينسون يروجان لها. وعلى الرغم من تعاطفه مع أبناء الحرية، انشق براتل بحلول العام 1773 عن الوطنيين بسبب خلاف حول رواتب القضاة، إذ كان يرى أنه يجب تثبيت رواتب القضاة من أجل ضمان استقلالهم عن كل من الحاكم والجمعية، ونشر رسائل عديدة يدافع فيها عن وجهة نظره.
وفقًا للمؤرخ ويليام بيناك، فإنه انطلاقًا من تلك الفترة «كان من الممكن اعتبار براتل من بين الأعداد المتزايدة من النخبة السياسية القديمة الذين، على الرغم من معارضتهم في البداية للسياسة البريطانية، كانوا يخشون من أن تصاعد السياسات الشعبوية كان يمثل تهديدًا للنظام الاجتماعي». ومكافأة له على تحويل ولائه إلى الموالين، كرم هتشينسون براتل بترقيته إلى رتبة عميد. بصفته رئيسًا للميليشيا، «ظهر براتل بصورة بارزة في العروض العبثية المتزايدة للسلطة الملكية»، ووقع على رسالة تدافع عن هتشينسون إلى جانب «آخرين ينتمون إلى طبقته».
كتب براتل إلى رسالة إلى الحاكم توماس غاج في 27 من شهر أغسطس من عام 1774 يعلمه أن كمية البارود العائدة إلى الحكومة الكولونيالية البريطانية كانت تلك المتبقية في مخزن الباردة القديم، والذي كان مخزنًا يقع على أطراف بوسطن، نظرًا إلى أن البارود الذي كانت تمتلكه بلدات ماساتشوستس المختلفة في الجوار قد جرى التخلص منه. أقنع هذا غاج بالتخلص من البارود المتبقي في عهدة البريطانيين، الأمر الذي أثار ما عرف لاحقًا باسم بإنذار البارود، إذ انتشرت أخبار المحاولة بين الجموع الغاضبة في الإقليم.
في 31 من شهر أغسطس، أرسل غاج مأمور مقاطعة ميدلسكس ديفيد فيبس إلى براتل مع أوامر بالتخلص من البارود، سلم براتل مفتاح المخزن لفيبس. وفي الوقت نفسه أضاع غاج الرسالة التي كبتها براتل له، والتي وجدها الوطنيون بعد فترة قصيرة ونشروها. سرت شائعات عن اندلاع عنف خلال إزالة البارود، إذ طوقت جموع غاضبة منزل براتل، وأرغمته هو وأسرته على الهروب إلى بوسطن وطلب الحماية البريطانية. إلا أن التوتر خف في النهاية مع اتضاح عدم وقوع أعمال عنف كهذه.
بعد مرور يومين، في 2 من شهر سبتمبر، نشرت عدة صحف في بوسطن رسالة من براتل أصر فيها على أنه لم يحذر غاج ليزيل البارود، ووفقًا لبراتل، كان غاج قد طلب منه سجلًا كاملًا لمحتويات المخزن، وأنه قد امتثل لطلبه. بقي براتل في بوسطن، إذ كان يعيش في جزيرة القلعة التي كانت تحت السيطرة البريطانية بعد اندلاع الحرب الثورية، والتي وقع حصار بوسطن خلالها، وغادر إلى جانب الجيش البريطاني حين أخلوا المدينة في شهر مارس من عام 1776. توفي براتل في هاليفاكس، نوفا سكوتيا، في 25 أكتوبر من عام 1776، عن عمر 70 عامًا.

## حياته الشخصية والأسرة وإرثه
خلال حياته، نال براتل سمعة بأنه «رجل مرح محب للمتعة» وأطلق عليه أعداؤه السياسيون لقب «العميد صاحب الكرش». وصف رجل الدولة الأمريكي جون آدامز براتل بأنه قد «نال شعبية كبيرة بسبب حماسه ضد إجراءات الحكومة البريطانية، ويجب أن أقول تفاخره المتبجح الأرعن بذلك».